# آنتی‌بیوتیک‌های پنام

بنزیل پنی‌سیلین

آنتی‌بیوتیک‌های پنام نام زیر شاخه از آنتی‌بیوتیک‌های بتا-لاکتام از شاخه داروهای آنتی‌بیوتیک است. در پنام‌ها یک حلقه بتالاکتام به حلقه پنجم متصل شده که یکی از اتم‌های آن حلقه سولفور است و آن حلقه کاملاً اشباع شده‌است. پنی‌سیلین عضوی از این خانواده است.